# Billy Bailey
Billy Bailey (* 1947 in Smyrna, Delaware; † 25. Januar 1996 ebenda) war ein US-amerikanischer Mörder. Er war der bisher letzte zum Tode Verurteilte, der in den USA durch Hängen hingerichtet wurde.

## Leben
Bailey wurde in ärmliche Verhältnisse geboren; seine Mutter starb, als er sechs Monate alt war. Sein Vater heiratete kurz danach erneut; die Stiefmutter misshandelte Bailey. Als er 10 Jahre alt war, starb sein Vater im Alter von 75 Jahren. Billy Bailey und seine zwölf Jahre alte Schwester wurden von der Stiefmutter noch am Friedhof verlassen. Ein älterer Halbbruder nahm ihn in Delaware zu sich; auch er schlug und misshandelte ihn. Sozialarbeiter, die ihn im Alter von zwölf Jahren antrafen, notierten, dass er schwer gestört sei und professioneller Hilfe bedürfe. Bailey war schon als junger Mann wegen Diebstahls und durch Verwicklung in Streitereien polizeilich bekannt.
Am 21. Mai 1979 erfuhr er, dass ihm für Scheckfälschung als Wiederholungstäter eine Aufhebung der Vollzugslockerung (Unterkunft in einem work-release center) und ein Leben im Gefängnis bevorstand. Er verließ daraufhin seine Unterkunft, überfiel ein Spirituosengeschäft und erschoss auf der Flucht ein älteres Ehepaar. Für den Doppelmord wurde er 1980 zum Tode durch Hängen verurteilt. 
Nach Ausschöpfung der Rechtsmittel wurde die Todesstrafe 1996 in Delaware vollstreckt. Inzwischen war in Delaware auf die Vollstreckung von Todesurteilen durch eine letale Injektion umgestellt worden, was Bailey jedoch ablehnte. Da die letzte Exekution am Galgen in Delaware in den 1940er Jahren stattgefunden hatte, wandte sich die zuständige Strafvollzugsbehörde von Delaware an die Gefängnisverwaltung in Walla Walla, wo 1993 und 1994 Todesurteile durch Hängen vollzogen worden waren. Die U.S. Army, in der erst seit 1986 die Todesstrafe durch Hängen verboten war, stellte Informationen aus Anordnungen und Leitfäden zur Verfügung, auf deren Basis der Exekutionsablauf geplant wurde. Die Zeitung The Washington Post berichtete, dass die Verantwortlichen in Delaware so besorgt über den Ablauf der Vollstreckung waren, dass sie den Vorgang zur Vorbereitung mehrere Stunden lang übten. Er erregte die Aufmerksamkeit der internationalen Medien und bewirkte auch durch ein zeitliches Zusammentreffen mit weiteren Exekutionen in den USA Diskussionen über die Todesstrafe.
Seit 1965 war Bailey die dritte Person, die in den USA erhängt wurde; nach ihm wurden in den USA keine Hinrichtungen mehr mit dem Galgen vollstreckt, sondern überwiegend per letaler Injektion vollzogen. Der 1996 aufgebaute Galgen in Delaware wurde nicht wieder benutzt und 2003 abgerissen.